# كفر شليمان
كفر شليمان، هي قرية لبنانية من قرى قضاء البترون في محافظة الشمال.
- المسافة من بيروت: 72 كلم
- الارتفاع عن سطح البحر:700 م
- القرى المحاذية: سورات، الفلاحات، زان، عصيا، حلتا
- زراعات: التبغ، الزيتون
- مصادر المياه: نبع الحب